# Epson R-D1

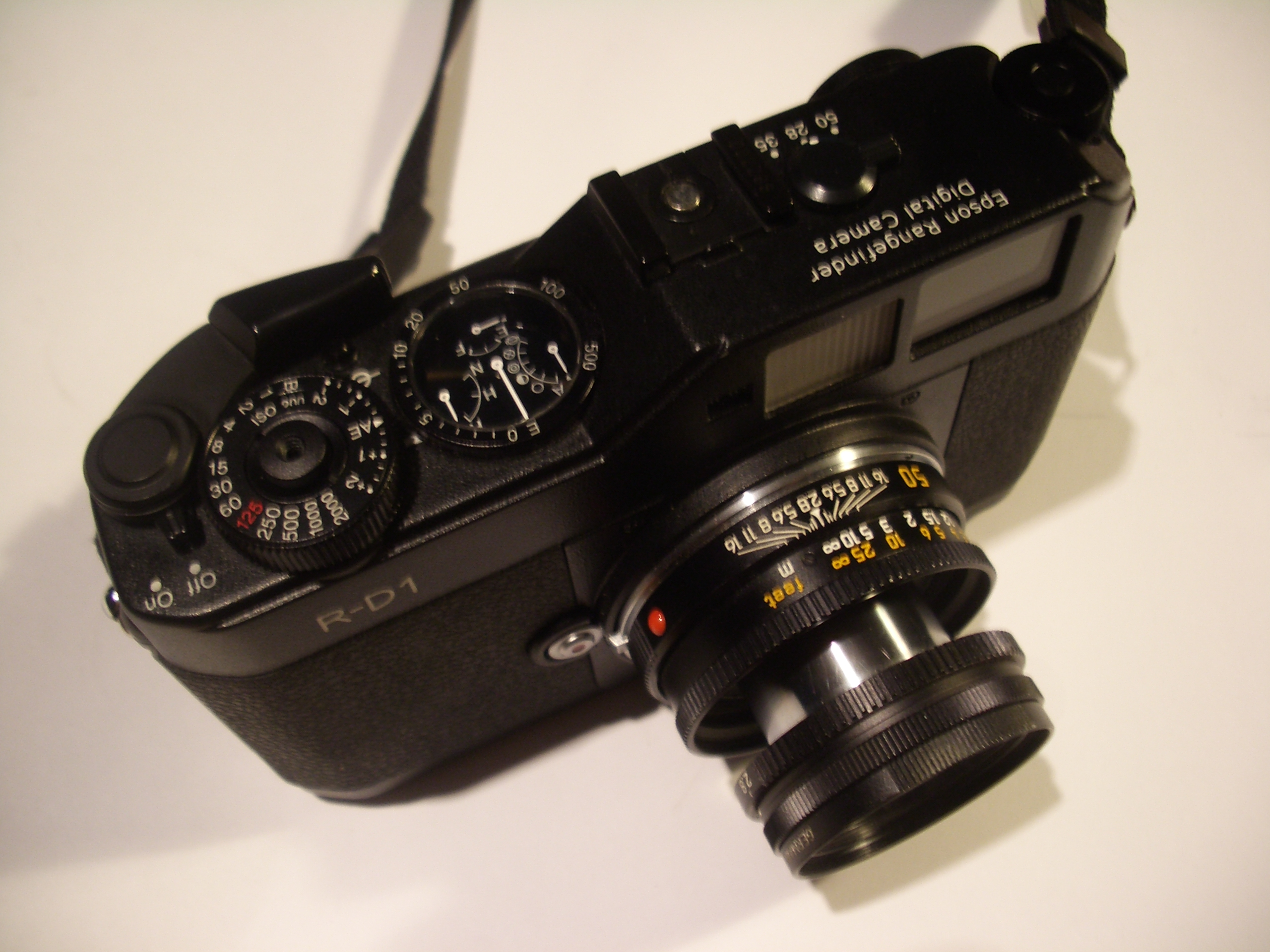
Modelo de cámara Epson R-D1.

La Epson R-D1 apareció el 11 de marzo de 2004 en Japón y es la primera cámara digital telemétrica que utiliza lentes para montajes tipo Leica-M o montaje de rosca Leica-L con el uso de un adaptador. Teniendo diversas opciones de lentes de más de 70 años de antigüedad hasta la fecha. La creación de esta cámara es el resultado del trabajo conjunto de Seiko-Epson y Cosina-Voigtlander.

## Características
El cuerpo de esta cámara está basado básicamente en la cámara Bessa R2 de Cosina-Voigtlander, aunque la dimensión de ambas es diferente, tienen muchas cosas en común. La construcción de su estructura interior está hecha de aluminio y tanto la tapa superior como inferior están conformadas en magnesio. Su aspecto denota una apariencia retro y a pesar de ser una cámara digital, los controles de esta operan igual que una cámara mecánica de película, una de sus características más notables es el que cuenta con un cargador del disparador mecánico.
En la parte superior se localizan los indicadores de la energía remanente de la batería, el balance de brillo, la calidad de la imagen y el contador de fotografías dentro de un dispositivo análogo semejante a un reloj diseñado por Seiko.
En la parte posterior cuenta con una pantalla LCD abatible de 2.0” y botones de comandos, para visualizar las fotos tomadas, al igual que la configuración de las opciones. Al reverso de la pantalla se encuentra una gráfica de equivalencia de la distancia focal de la película de 35mm, con el tamaño de la distancia focal de la R-D1, ya que esta cuenta con un factor de multiplicación de 1.53 de la distancia focal debido al tamaño del sensor CCD. Un ejemplo al utilizar un lente de 50mm siguiendo la fórmula sería 50 X 1.53 = 76.5 siendo está la distancia focal real o equivalencia.
El recuadro de la mira del visor telemétrico puede seleccionarse con el control que se ubica en la parte superior del lado izquierdo teniendo como opciones 28mm., 35mm., 50mm. equivalentes a la distancia focal real del lente en esta cámara.
El sistema mecánico fue diseñado por Cosina-Voigtlander y esta cuenta con un disparador a base de hojas metálicas, teniendo velocidades de 1 a 1/2000 segundo y bulbo, esta también puede ser sincronizada con un flash a 1/125. Cuenta con la opción de uso manual o bien la utilización de la prioridad de abertura de exposición. El sistema del exposímetro es de tipo TTL centrado y balanceado.El sensor de la R-D1 es de 6.1 megapixeles y puede capturar en formatos JPG o RAW.

## Epson R-D1s
El 15 de marzo de 2006 Epson anuncia la nueva versión de su R-D1 para su venta exclusiva en Japón. Esta versión no cuenta con cambios aparentes en su exterior e interior, sin embargo se ha mencionado que los ajustes del telemetro son en su interior se encuentran distintos. El único mejoramiento confirmado que cabe resaltar está dado en el software.

## Epson R-D1x
El 9 de abril de 2009 Epson anuncia la tercera versión de su R-D1 nuevamente para su venta exclusiva en Japón.(4) Los cambios más notorios son la pantalla LCD que es fija y de 2.5”. Ahora soporta tarjetas SD-HC de alta capacidad de hasta 32 Gb., y también cuenta con un mejoramiento en el procesador de imagen. Como una accesorio nuevo está el sujetador lateral del lado derecho que se atornilla en la parte inferior.
- Datos: Q349980
- Multimedia: Epson R-D1 / Q349980